# Tokidoki Bosotto Roshia-go de Dereru Tonari no Alya-san
Tokidoki Bosotto Roshia-go de Dereru Tonari no Alya-san (яп. 時々ボソッとロシア語でデレる隣のアーリャさん Токидоки босотто росиа-го дэ дэрэру тонари но А:ря-сан, «Иногда Аля внезапно кокетничает по-русски»), также кратко RoshiDere (яп. ロシデレ Росидэрэ) — ранобэ японского писателя под псевдонимом Сансан SUN (яп. 燦々SUN), проиллюстрированное Момоко. Заметив рассказы на сайте Shosetsuka ni Naro, издательство Kadokawa Shoten начало публикацию переработанной длинной истории, на сентябрь 2024 года вышло 10 томов. Студией Doga Kobo сюжет адаптирован в формат аниме-сериала, трансляция которого проходила с июля по сентябрь 2024 года. В сентябре 2024 года был анонсирован второй сезон, премьера которого запланирована на 2026 год.

## Сюжет
Алиса Михайловна Кудзё — старшеклассница, рождённая в браке отца-россиянина и матери-японки. В течение жизни Алиса несколько раз переезжала из России в Японию и хорошо знает оба языка, она круглая отличница. В частной гимназии «Сэйрэй», где она сейчас занимает пост в ученическом совете, её соседом в классе неизменно становится лентяй и отаку Масатика Кудзэ. Он нравится Алисе, и иногда она шепчет в его адрес по-русски ласковые слова, а когда Масатика просит её перевести их, неизменно говорит, что обзывала его. Вот только Масатика знает русский язык на уровне носителя и прекрасно понимает её заигрывания, но не выдаёт себя.

## Персонажи
- Алиса Михайловна Кудзё (яп. アリサ・ミハイロヴナ・九条 Ариса Михайровна Кудзё:, в японских источниках Куджо) / Аля (яп. アーリャ А:ря) — главная героиня, ученица первого класса старшей ступени частной гимназии «Сэйрэй», счетовод ученического совета. Красавица с серебристыми волосами. Из-за комплекса отличницы всегда старается на пике своих возможностей, из-за чего ещё в начальной школе разочаровалась в других людях, безалаберно выполняющих задания учителей. Хочет стать следующим председателем ученического совета.

Сэйю: Сумирэ Уэсака
- Масатика Кудзэ (яп. 久世 政近 Кудзэ Масатика) — неизменный сосед по классу Алисы (из-за похожих фамилий), образец безалаберности: отаку, который постоянно смотрит ночные аниме, из-за чего не высыпается, и играет в гача-игры. По требованию деда по матери они с Юки притворяются друзьями детства, но на самом деле брат и сестра, чьи родители развелись, и теперь Масатика живёт с отцом, вечно пропадающим в командировках, а Юки — с матерью, в доме благородного рода Суо. В средней школе оба занимали посты председателя и зампредседателя ученического совета, после работы в котором Масатика выгорел и перестал стремиться к чему-либо вообще, также его гложет комплекс неполноценности на фоне успехов постоянно работающей над собой сестры. Выучил русский язык, когда занятые родители оставляли его у деда по отцу, любящего русские фильмы, чтобы общаться со своей первой любовью — русской девочкой, жившей неподалёку.

Сэйю: Кохэй Амасаки
- Юки Суо (яп. 周防 有希 Суо: Юки) — младшая сестра Масатики. На людях она отыгрывает роль воспитанной дочери благородной семьи, но наедине с Масатикой ведёт себя как увлечённый отаку, не чурающийся грубых выражений. Хранит у него в квартире свою коллекцию манги и ранобэ. Собирается избираться на пост председателя учсовета и в старших классах. Любит острую пищу.

Сэйю: Вакана Маруока
- Мария Михайловна Кудзё (яп. マリヤ・ミハイロヴナ・九条 Мария Михайровна Кудзё:) / Маша (яп. マーシャ Ма:ся) — сестра Алисы, учится на класс старше неё, секретарь ученического совета. Души не чает в Алисе и намеренно у неё на виду ведёт себя глупо, чтобы та не испытывала стресс от того, что старшая сестра её превосходит. На самом же деле намного способнее Алисы. Марию постоянно окутывает аура материнской любви.

Сэйю: Юкиё Фудзии
- Аяно Кимисима (яп. 会沢 紗弥 Кимисима Аяно) — служанка Юки. В детстве, неправильно восприняв слова бабушки и дедушки о том, что слуга должен быть незаметен, начала подавлять любые проявления себя, и теперь идеально скрывает свои эмоции и присутствие. Втайне мечтает о том, чтобы Масатика и Юки стали парой. По просьбе Юки становится специалистом ученического совета по общим вопросам, чтобы впоследствии поддержать её на выборах его нового председателя.

Сэйю: Сая Айдзава
- Саяка Танияма (яп. 谷山 沙也加 Танияма Саяка) — член дисциплинарного комитета гимназии. В средней школе боролась с Юки за пост председателя ученического совета, но проиграла. Считает их с Масатикой идеальной парой и недолюбливает Алису.

Сэйю: Икуми Хасэгава
- Тисаки Сарасина (яп. 更科 茅咲 Сарасина Тисаки) — заместитель председателя ученического совета. Грозная, но добрая. Не любит бумажную работу, но хороша на переговорах.

Сэйю: Маки Кавасэ
- Ноноа Миямаэ (яп. 宮前 乃々亜 Миямаэ Ноноа) — подруга Саяки. Имеет американские корни, из-за чего выделяется своим светлым цветом волос, которые каждый день укладывает по-разному. Подрабатывает моделью. Имеет широкую сеть знакомств по всей гимназии.

Сэйю: Ёсино Аояма
- Тоя Кэндзаки (яп. 剣崎 統也 Кэндзаки То:я) — председатель ученического совета. В средней школе был толстым и неприятным мальчиком, но ради Тисаки преобразился: в старших классах стал подтянутым красавцем и завоевал Тисаки; они встречаются.

Сэйю: Кайто Исикава
- Такэси Маруяма (яп. 丸山 毅 Маруяма Такэси) — друг Масатики, парень со стрижкой ёжиком, отчаянно хочет завести девушку. Посещает одновременно и бейсбольную секцию, и кружок музыки, потому что девушки любят музыкантов и спортсменов.

Сэйю: Кодай Сакаи
- Хикару Киёмия (яп. 清宮 光瑠 Киёмия Хикару) — друг Масатики, «андрогинный красавчик». В отличие от Такэси, девушками после одного инцидента в прошлом не интересуется, хотя отбоя от них не имеет. Когда он впадает в отчаяние, друзья говорят, что «появился Ямиру» (заменяют иероглиф «свет» в имени Хикару иероглифом «тьма»).

Сэйю: Таити Итикава

## Публикация
Изначально Сансан SUN опубликовал Tokidoki Bosotto Roshia-go de Dereru Tonari no Alya-san в виде двух рассказов в мае 2020 года с той же концепцией понимающего русский язык парня, с которым по-русски заигрывает соседка по классу, на сайте Shosetsuka ni Naro. Когда редактор решил пустить эту концепцию в печать, автору пришлось значительно переработать историю и начать сериализацию. Ранобэ издаётся Kadokawa под импринтом Kadokawa Sneaker Bunko с 27 февраля 2021 года. На английском языке серия издаётся Yen Press, на русском — «Истари комикс».
| №                  | Дата публикации    | ISBN                   |
| ------------------ | ------------------ | ---------------------- |
| 1                  | 27 февраля 2021 г. | ISBN 978-4-04-111118-5 |
| 2                  | 30 июля 2021 г.    | ISBN 978-4-04-111119-2 |
| 3                  | 1 декабря 2021 г.  | ISBN 978-4-04-111955-6 |
| 4                  | 1 апреля 2022 г.   | ISBN 978-4-04-111956-3 |
| 4.5 Summer Stories | 29 июля 2022 г.    | ISBN 978-4-04-112780-3 |
| 5                  | 1 декабря 2022 г.  | ISBN 978-4-04-112781-0 |
| 6                  | 1 апреля 2023 г.   | ISBN 978-4-04-113544-0 |
| 7                  | 1 сентября 2023 г. | ISBN 978-4-04-114062-8 |
| 8                  | 1 февраля 2024 г.  | ISBN 978-4-04-114592-0 |
| 9                  | 30 августа 2024 г. | ISBN 978-4-04-114831-0 |
| Urabanashi         | 29 ноября 2024 г.  | ISBN 978-4-04-115742-8 |
| 10                 | 1 июля 2025 г.     | ISBN 978-4-04-116155-5 |

28 июня 2024 года был издан официальный артбук с иллюстрациями Момоко.

## Продвижение
Для продвижения ранобэ в соцсетях публиковались мини-манга, нарисованная художником Тапиокой, и ролики, озвученные Сумирэ Уэсакой и Кохэем Амасаки. Также к выходу второго тома 29 июля 2021 года на YouTube был опубликован ролик, представляющий Алису первым виртуальным ютубером в истории ранобэ, хотя на самом деле в кадре Алиса выполняла команды «оператора» Масатики. В конце ролика прозвучал кавер на песню «Hare Hare Yukai» из «Меланхолии Харухи Судзумии» на русском языке, переведённый и исполненный Евгенией Давидюк.

## Манга
15 июля 2022 года в официальном твиттере ранобэ было объявлено о грядущей манга-сериализации RoshiDere в приложении Magazine Pocket издательства Kadokawa. Художницей адаптации, запуск которой произошёл 29 октября, назначили Сахо Тэнамати. К июню 2025 года главы были опубликованы в семи бумажных танкобонах.
Лицензию для издания манги на русском языке приобрело издательство «Истари комикс».
| № | На японском       | На японском            | На русском        | На русском             |
| № | Дата публикации   | ISBN                   | Дата публикации   | ISBN                   |
| - | ----------------- | ---------------------- | ----------------- | ---------------------- |
| 1 | 9 марта 2023 г.   | ISBN 978-4-06-531091-5 | 23 апреля 2025 г. | ISBN 978-5-907841-93-2 |
| 2 | 8 июня 2023 г.    | ISBN 978-4-06-531880-5 |                   |                        |
| 3 | 9 ноября 2023 г.  | ISBN 978-4-06-533550-5 |                   |                        |
| 4 | 9 апреля 2024 г.  | ISBN 978-4-06-535169-7 |                   |                        |
| 5 | 7 августа 2024 г. | ISBN 978-4-06-536510-6 |                   |                        |
| 6 | 8 января 2025 г.  | ISBN 978-4-06-538068-0 |                   |                        |
| 7 | 9 июня 2025 г.    | ISBN 978-4-06-539753-4 |                   |                        |

## Аниме
17 марта 2023 года Kadokawa анонсировала аниме-адаптацию ранобэ и выложила в Сеть два трейлера: «русский» и «японский» (с японскими субтитрами). Сумирэ Уэсака и Кохэй Амасаки сохранят свои роли Алисы и Масатики соответственно. 24 сентября были выпущены постер и ролик с новой 3D-моделью Али, а также обнародованы создатели аниме и новые сэйю. Сериал снимает Рёта Ито на студии Doga Kobo, дизайнером персонажей назначили Юхэя Муроту. Изначально трансляция была запланирована на апрель 2024 года, однако позднее она была перенесена на июль этого же года. Аниме-сериал транслировался с 3 июля по 18 сентября 2024 года на Tokyo MX, BS NTV и других телеканалах. Открывающая музыкальная тема аниме-сериала — «Ichiban Kagayaku Hoshi» (яп. 1番輝く星 Итибан кагаяку хоси, «Ярчайшая звезда»), исполненная Сумирэ Уэсакой от имени её персонажа; закрывающие — каверы Уэсаки на различные песни (1—11 серии), а также оригинальная песня (12 серия).
За пределами Азии аниме-сериал лицензирован стриминговым сервисом Crunchyroll, на территории нескольких стран Азии — Ani-One Asia, а в России — DEEP и транслируется на сервисах «Кинопоиск» и «ИВИ».
18 сентября 2024 года, в день показа двенадцатой серии, состоялся анонс второго сезона. Его режиссёром стал Хироси Харагути, сценаристкой — Юка Ямада, а дизайнером персонажей вновь назначили Юхэя Муроту. Премьера запланирована на 2026 год.
| №  | Название                                                                               | Режиссёр                                   | Сценарист    | Эндинг                                                        | Дата премьеры       |
| -- | -------------------------------------------------------------------------------------- | ------------------------------------------ | ------------ | ------------------------------------------------------------- | ------------------- |
| 01 | Аля кокетничает по-русски «Росиа-го дэ дэрэру А:ря-сан» (ロシア語でデレるアーリャさん) | Рёта Ито                                   | Рёта Ито     | «Gakuen Tengoku» (ориг. Finger 5)                             | 3 июля 2024 г.      |
| 02 | Что значит, друзья детства? «Осананадзими то ва?» (幼馴染とは？)                       | Коки Утиномия                              | Рёта Ито     | «Kawaikute Gomen» (ориг. HoneyWorks)                          | 10 июля 2024 г.     |
| 03 | Как они встретились «Соситэ футари ва дэатта» (そして二人は出会った)                   | Дайсукэ Нисимура                           | Рёта Ито     | «Omoide ga Ippai» (ориг. H2O)                                 | 17 июля 2024 г.     |
| 04 | Переполняющие чувства «Афурэдасу омой» (溢れ出す想い)                                  | Хироси Харагути                            | Рёта Ито     | «Hare Hare Yukai» (ориг. Ая Хирано, Минори Тихара и Юко Гото) | 24 июля 2024 г.     |
| 05 | Принимая решения «Сорэдзорэ но кэцуи» (それぞれの決意)                                 | Ким Сонмин                                 | Тиба Мисудзу | «Chiisana Koi no Uta» (ориг. Mongol800)                       | 31 июля 2024 г.     |
| 06 | Непрямой поцелуй «Иваюру хитоцу но кансэцу кису» (いわゆるひとつの間接キス)            | Хироаки Ёсикава                            | Юка Ямада    | «Himitsu no Kotoba» feat. KAF (ориг. KAF и ZOOKARADERU)       | 7 августа 2024 г.   |
| 07 | Тучи сгущаются «Араси, китару» (嵐、来たる)                                            | Такафуми Фудзии                            | Тиба Мисудзу | «Love Story wa Totsuzen ni» (ориг. Кадзумаса Ода)             | 14 августа 2024 г.  |
| 08 | Собрание учащихся «Гакусэй гикай» (学生議会)                                           | Дайсукэ Нисимура, Сёхэй Фудзита            | Тиба Мисудзу | «CHE.R.RY» (ориг. Юи)                                         | 21 августа 2024 г.  |
| 09 | Ромком и гипноз «Рабукомэ ноти сайминдзюцу» (ラブコメのち催眠術)                       | Юкико Цукахара, Ая Икэда, Синъити Фукумото | Тиба Мисудзу | «World Is Mine» (ориг. Supercell)                             | 28 августа 2024 г.  |
| 10 | Запоздалый день рождения «Окурэбасэ нагара, тандзё:кай» (遅ればせながら、誕生会)       | Ким Сонмин                                 | Юка Ямада    | «Koi no Uta» (ориг. GO!GO!7188)                               | 4 сентября 2024 г.  |
| 11 | Неожиданная разминка «Ёкисэну дзэнсё:сэн» (予期せぬ前哨戦)                             | Мицухиро Оосако                            | Мисудзу Тиба | «Kimagure Romantic» (ориг. Ikimono-gakari)                    | 11 сентября 2024 г. |
| 12 | Не падай духом «Маэ о муйтэ» (前を向いて)                                              | Рёта Ито                                   | Рёта Ито     | «Hanamoyoi» (ориг. Сумирэ Уэсака)                             | 18 сентября 2024 г. |

## Приём
Kadokawa сообщала, что отпечатала второй том ранобэ таким же тиражом, как вторую книгу из серии о Харухи Судзумии, «Вздохи Харухи Судзумии». Это рекорд для Kadokawa Sneaker Bunko. К апрелю 2022 года совокупный тираж книг серии достиг отметки в 500 000 экземпляров. К 13 августа 2024 года ранобэ разошлось тиражом в более чем 5 000 000 экземпляров (включая общемировые продажи и цифровые копии), что стало первым в истории импринта Kadokawa Sneaker Bunko достижением по продажам книг в жанре романтическая комедия.
Ранобэ попадало в каталог Kono Light Novel ga Sugoi! со следующими показателями:
2022
- 5-е место в категории новых работ,
- 9-е место в категории «Бункобон»,
- 6-е место в категории героинь (Алиса),
- 15-е место в категории героев (Масатика),
- 10-е место в категории иллюстраторов (Момоко).

2023
- 5-е место в категории «Бункобон»,
- 8-е место в категории героинь (Алиса),
- 6-е место в категории героев (Масатика),
- 5-е место в категории иллюстраторов (Момоко).

2024
- 3-е место в категории «Бункобон»,
- 2-е место в категории героинь (Алиса),
- 10-е место в категории героинь (Юки),
- 18-е место в категории героинь (Маша),
- 2-е место в категории героев (Масатика),
- 2-е место в категории иллюстраторов (Момоко).

2025
- 3-е место в категории «Бункобон»,
- 3-е место в категории героинь (Алиса),
- 5-е место в категории героинь (Юки),
- 18-е место в категории героинь (Маша),
- 2-е место в категории героев (Масатика),
- 3-е место в категории иллюстраторов (Момоко).

Ранобэ получило больше всего голосов пользователей сайта Anime! Anime! в рейтинге «Хочу аниме-экранизацию» за первую половину 2021 года.

### Награды и номинации
| Год  | Награда                | Результат | Категория                                                     | Прим.  |
| ---- | ---------------------- | --------- | ------------------------------------------------------------- | ------ |
| 2022 | Next Light Novel Award | 2-е место | Веб-роман, опубликованный в формате бункобона                 | [ 57 ] |
| 2022 | Next Light Novel Award | Победа    | Выбор сотрудника книжного магазина! Персональная рекомендация | [ 57 ] |
| 2022 | Next Light Novel Award | 9-е место | Общая категория                                               | [ 57 ] |
| 2023 | Next Light Novel Award | 3-е место | Ранобэ в формате бункобона                                    | [ 58 ] |